# Дом с закрытыми ставнями
«Дом с закрытыми ставнями» (англ. The House with Closed Shutters) — американский короткометражный драматический фильм Дэвида Уорка Гриффита.

## Сюжет
Чарльз Рэндольф был высокомерным, но слабым человеком и злоупотреблял спиртными напитками. Из его близких остались только его отважная и обаятельная сестра Агнес и мать. Вдруг начинается Гражданская война? и Чарльз по настоянию сестры отправляется на службу Конфедерации…

## В ролях
| Актёр             | Роль                |
| ----------------- | ------------------- |
| Генри Б. Уолтхолл | солдат Конфедерации |
| Грэйс Хендерсон   | его мать            |
| Дороти Уэст       | его сестра          |
| Джозеф Грейбилл   |                     |
| Чарльз Уэст       |                     |
| Уильям Дж. Батлер |                     |
| Эдвин Аугуст      |                     |
| Джон Т. Диллон    |                     |
| Глэдис Иган       |                     |